# Église Saint-Martin de Listrac-Médoc
L'église Saint-Martin est une église catholique située à Listrac-Médoc, en France.

## Localisation
L'église est située dans le département français de la Gironde, sur la commune de Listrac-Médoc.

## Historique
L'abside et le chœur ont été inscrits au titre des monuments historique en 1925.
L'église en totalité a été inscrit au titre des monuments historique en 2004.